# Peter Wahlqvist
Erik Peter Wahlqvist, född 6 november 1944 i Stockholm, är en svensk skådespelare, regissör och teaterchef.

## Biografi
Han började sin kulturella bana som medlem i Nationalteatern. Han skrev där tillsammans med Anders Melander några av gruppens mer välkända sånger som exempelvis Jack the Ripper och vi äro tusenden från tältprojektet. Han förekommer även som skådespelare i ett antal film- och TV-produktioner, till exempel Öyvind Fahlströms Du gamla, du fria från 1972 och i filmen Kurt Olsson – filmen om mitt liv som mej själv från 1990 där han spelar Kapten Lönnrot. Åren 1992–2002 var han chef för Stockholms stadsteater. I oktober 2003 tillträdde han som Sveriges kulturråd i Washington, D.C..

## Filmografi (urval)
- 1984 – Taxibilder (TV-serie)

## Teater

### Regi
| År   | Produktion                                         | Upphovsmän     | Teater                   | Noter                              |
| ---- | -------------------------------------------------- | -------------- | ------------------------ | ---------------------------------- |
| 1989 | Knäckebröd med hovmästarsås                        | Magnus Nilsson | Helsingborgs stadsteater | Regi tillsammans med Ernst Günther |
| 1996 | Impressarion från Smyrna L'impresario delle Smirne | Carlo Goldoni  | Stockholms stadsteater   |                                    |